# Туломбалка
Туломбалка — река в России, протекает по Терскому району Мурманской области. Длина реки составляет 32 км, площадь водосборного бассейна 342 км².
Начинается к юго-востоку от озера Песчаное. Течёт в юго-юго-восточном направлении по заболоченному лесу. Скорость течения воды — 0,2 м/с. В самых низовьях порожиста, направляется на юго-запад. Впадает в северо-восточную часть озера Бабозеро, лежащего на высоте 138 метров над уровнем моря.
Основной приток — Каменник — впадает слева в 11 км от устья.

## Данные водного реестра
По данным государственного водного реестра России относится к Баренцево-Беломорскому бассейновому округу, водохозяйственный участок реки — реки бассейна Белого моря от западной границы бассейна реки Иоканга (мыс Святой Нос) до восточной границы бассейна реки Нива, без реки Поной. Речной бассейн реки — бассейны рек Кольского полуострова и Карелии, впадает в Белое море.
Код объекта в государственном водном реестре — 02020000212101000008407.